# Криничанское сельское поселение
Криничанское сельское поселение — муниципальное образование в Россошанском районе Воронежской области.
Административный центр — село Криничное.
Глава поселения — Шевченко Олег Петрович.

## История
Село Криничное было основано в 1760-е годы. В 1900-х годах в слободе проживало более 2 тыс. человек, действовало два маслобойных завода, тридцать две ветряные мельницы. Работала школа, в селе было два общественных и пять торговых зданий.  В 1914 году в слободе была построена деревянная церковь Святого Духа.
Село Первомайское (Дерезоватое) было основано в конце XVIII века выходцами из ближних слобод Старой и Новой Калитвы, а также переселенцами из Харьковской губернии. В 1914 году земством была выстроена школа, на сегодняшний день являющаяся памятником культуры. Первое время село называлось Дерезоватое, в 1937 году было переименовано в Первомайское, как и многие поселения того периода. 
Во время Великой Отечественной войны в непосредственной близости от села проходила линия фронта. Освобождали село воины 172-й стрелковой дивизии. В память о павших бойцах был воздвигнут мемориал. Во время одного из боев за Первомайское погиб командир отдельного 322-го танкового батальона Иван Федосеевич Лубянецкий, которому посмертно присвоено звание Героя Советского Союза. В селе установлен его бюст.
В 1987 году был упразднен хутор Ильюшевка, а в 1999 году хутор Новотроицкий, относившиеся территориально к данному поселению.

## Особенности экономико-географического положения
Криничанское сельское поселение расположено в южной части Россошанского муниципального района Воронежской области и относится к Среднерусской провинции лесостепной зоны Центрально-чернозёмного экономического региона. Административным центром является село Криничное, расположенное в 43 км от районного центра - города Россошь и в 256 км от областного центра - города Воронеж. Территория поселения граничит на северо-западе с Морозовским сельским поселением, на северо-востоке – со Старокалитвенским сельским поселением, на востоке – с Новокалитвенским сельским поселением, на юге – с Кантемировским муниципальным районом. 
Общая площадь территории поселения согласно приложению к Закону Воронежской области от 15.10.2004 N 63-ОЗ (ред. от 19.10.2009) «Об установлении границ, наделении соответствующим статусом, определении административных центров отдельных муниципальных образований Воронежской области», составляет по данным ОАО ЦЧОНИИгипрозем 19305.14 га.
Поселение расположено к юго-востоку от Россоши. Сложившая планировочная структура сельского поселения представляет собой пять населенных пунктов: село Криничное, село Первомайское, хутор Атамановка, хутор Григорьевка и хутор Поддубновка.
Села расположены на правом берегу реки Черной Калитвы. Хутора Поддубновка и Григорьевка окружают село Криничное, причем в начале XX века они считались частями Криничного и не выделялись как самостоятельные населенные пункты. Первомайское и Атамановка образуют вторую группу расселения. Упраздненные хутора располагались восточнее, ближе к реке.
Значительную часть территории в границах муниципального образования занимают земли сельскохозяйственного назначения. Поверхностные воды на территории поселения представлены прудами и водотоком – рекой Чёрная Калитва, образующей часть северной границы поселения и рекой Криница.
Поселение имеет выгодное географическое положение, через него проходят три автомобильные дороги общего пользования регионального значения: 
Первомайское – Атамановка (21-27);
“Воронеж - Луганск” – Криничное – Первомайское – Ивановка (1-27);
“Воронеж -Луганск” – Криничное - Новая Калитва (В43-0).
Основным производственным направлением хозяйства является зерновое хозяйство с развитым животноводством, которое представлено ООО “Первомайское” и ООО “Криничное”.

## Административное деление
В состав поселения входят 5 населенных пунктов:
- село Криничное
- хутор Атамановка
- хутор Григорьевка
- село Первомайское
- хутор Поддубновка